# 1939年紐約世界博覽會
1939年紐約世界博覽會（New York Expo 1939）是於1939年4月30日至10月31日和1940年5月11日至10月27日在美國紐約市皇后區法拉盛草原可樂娜公園舉行的世界博覽會。這次博覽會是紀念華盛頓就任美國第一屆總統150週年紀念活動的一部分，主題是「建設明日世界與和平」。然而二戰亦是在本次大會期間全面打響。另外，二戰的發動國德國並未參加此次博覽會。

## 外部連結
- Expo 1939 page at BIE（页面存档备份，存于）
- New York 1939 Expo page at ExpoMuseum（页面存档备份，存于）

1. ↑  . www.1939nyworldsfair.com.   [2019-07-24]. （原始内容存档于2019-03-23）.